# Melanospiza richardsoni
El semillero de Santa Lucía o pinzón de Santa Lucía (Melanospiza richardsoni) es una especie de ave paseriforme de la familia Thraupidae, una de las dos pertenecientes al género Melanospiza. Es endémico de la isla de Santa Lucía y se encuentra amenazado de extinción.

## Distribución y hábitat
Se encuentra únicamente en Santa Lucía, en las Antillas Menores. Su hábitat natural son los bosques bajos húmedos tropicales, las zonas de arbustos tropicales, y las zonas con explotaciones agrícolas, hasta los 800 m de altitud.

## Estado de conservación
El semillero de Santa Lucía ha sido calificado como amenazado de extinción por la Unión Internacional para la Conservación de la Naturaleza (IUCN) debido a que el hábitat conveniente en su pequeña zona de distribución y su población, estimada entre 250 y 1000 individuos maduros, se presumen estar en decadencia como resultado de la degradación y deforestación para agricultura y la introducción de especies invasoras y predadoras que también pueden estar reduciendo el número.

## Sistemática

### Descripción original
La especie M. richardsoni fue descrita por primera vez por el ornitólogo estadounidense Charles Barney Cory en 1886 bajo el nombre científico Loxigilla richardsoni; su localidad tipo es: «montañas de Santa Lucía».

### Etimología
El nombre genérico femenino Melanospiza es una combinación de las palabras del griego «melas»: ‘negro’, y «σπιζα spiza» que es el nombre común del pinzón vulgar, vocablo comúnmente utilizado en ornitología cuando se crea un nombre de un ave que es parecida a un pinzón; y el nombre de la especie richardsoni conmemora al colector estadounidense William B. Richardson (fl. 1917).

### Taxonomía
Hasta recientemente era la única especie del género, hasta que los amplios estudios filogenéticos realizados en los años 2010, demostraron que la especie antes denominada Tiaris bicolor más ampliamente distribuida, era muy próxima a la presente y distante de las otras especies antes contenidas en Tiaris, Burns et al. (2016) propusieron transferir la especie T. bicolor para el género Melanospiza. Los cambios taxonómicos fueron aprobados por el Comité de Clasificación de Sudamérica (SACC) en la Propuesta N° 730 parte 4. Es monotípica.